# Glinsko
Glínsko je naselje ob vzhodnem delu Celja.

## Prebivalstvo
Etnična sestava 1991:
- Slovenci: 37 (86 %)
- Jugoslovani: 1 (2,3 %)
- Neznano: 5 (11,6 %)